# 选择公理
选择公理（英語：Axiom of Choice，縮寫AC）是数学中的一条集合论公理，用來證明一些難以明確構造的物件的存在性。选择公理最早于1904年，由恩斯特·策梅洛为了证明良序定理而作為一條公理加入。
非正式地說，給定一些盒子（可以是無限個），每个盒子中都含有至少一个小球，這時选择公理相當於是在說——可以從每個盒子裡拿出一顆球。在很多情况下这样的选择並不需要借助选择公理；尤其是在「盒子个数有限」或「盒子內的球具有額外的特徵」这两种情况下，經常可以直接指明選擇的方式。關於“存在具體的選擇方式”可以透過以下例子理解：假设有许多（甚至是无限）双鞋子，则可以选取每双鞋左边的鞋子构成一个具体的选择，由於在鞋子之中“存在具體的選擇規則”(左边的鞋子不同於右边的鞋子)，所以即使沒有選擇公理也依然可以做出具體的選擇。但是，如果把鞋子改成襪子，且每双袜子都没有可区分的特征，在这种情况下，「选择的存在性」只能通过选择公理得到。
尽管曾經具有争议，选择公理現在已經被大部份数学家毫无保留地使用着，例如带有选择公理的策梅洛-弗兰克尔集合论（ZFC）。数学家们使用选择公理的原因是，有许多被普遍接受的数学定理，比如是吉洪诺夫定理，都需要选择公理来证明。現代研究集合论的數学家也研究与选择公理相矛盾的公理，例如决定公理。
在一些構造性數學的理論中會避免选择公理的使用，不過也有的將选择公理包括在內。

## 陈述
首先定义几个概念：
集族：指由非空集合组成的集合。
选择函数：它是一个集族上的函数。它规定：对于所有在集族{\displaystyle X}中的集合{\displaystyle s}，{\displaystyle f(s)}是{\displaystyle s}的一个元素。
那么，选择公理表示：
对于所有的集族，均存在选择函数。
上述可表示为：
{\displaystyle \forall X\left[\emptyset \notin X\implies \exists f\colon X\rightarrow \bigcup X\quad \forall A\in X\,(f(A)\in A)\right]\,.}
或者：
设{\displaystyle X}是一个集族，则存在着在{\displaystyle X}上定义的一个选择函数{\displaystyle f}。
该定理也可表達為：
集族上的任意笛卡尔积總是非空的。

### 变体
第二个版本的选择公理声称：
给定由相互不交的非空集合組成的任何集合，存在着至少一个集合，它與每个非空集合恰好有一个公共元素。
第三个版本声称：
对于任何集合{\displaystyle A}，{\displaystyle A}的幂集（減去空集）有一个选择函数。
使用这个版本的作者通常谈及“在{\displaystyle A}上的选择函数”，但要注意这裡选择函数的概念是稍微不同的。它的定義域是{\displaystyle A}的幂集（减去空集），因此对任何集合{\displaystyle A}有意义；至於本文中其他地方用的定义，在“集合的搜集”上的选择函数的定義域是这个搜集，所以只对集合的集合有意义。透過這個變體的定義，选择公理也可以简洁的陈述为
所有集合有一个选择函数。
它等价于
对于任何集合{\displaystyle A}有一个函数使得对于{\displaystyle A}的任何非空子集{\displaystyle B}，{\displaystyle f(B)\in B}。
而选择公理的否定表达为：
有一个集合{\displaystyle A}使得对于所有函数{\displaystyle f}（在{\displaystyle A}的非空子集的集合上），有一个{\displaystyle B}使得{\displaystyle f(B)\notin B}。

### 术语（AC，ZF，ZFC）
以下列出了这篇条目中各种與“选择公理”相關的缩写：
- AC：选择公理。
- ZF：策梅洛-弗兰克尔集合论，不包括选择公理。
- ZFC：策梅洛-弗兰克尔集合论，包括选择公理。

## 使用
直到19世纪晚期，选择公理的使用一直都没有得到明确声明。例如，建立了只包含非空集合的集合{\displaystyle X}之后，當時的数学家可能會直接说「设对于{\displaystyle X}中所有{\displaystyle s}有{\displaystyle F(s)}是{\displaystyle s}的成员之一」。一般來说，要是不用选择公理，是不可能证明{\displaystyle F}的存在性的。這一點直到策梅洛之前似乎没有引起人们的注意。
不是所有的情況都需要选择公理。选择公理对于那些没有可定义的选择才有必要。值得指出的是，对于有限集合{\displaystyle X}，选择公理的有限版本可以通过其他集合论公理推导得出。在这种情况下，它等价于说我们有多个（有限数目的）盒子，每个包含至少一个物体，则我们可以从每个盒子恰好选择一个物体。顯然我们可以这么做：從第一个盒子開始，选择其中的一个物体；到下一个盒子，选择一个物体；如此类推。因为盒子數量有限，所以我们的选择过程最后一定会结束。这里给出的选择函数是明确的：第一個盒子對應于第一个選擇的物体，第二個盒子對應于第二个選擇物体；如此类推——此法之所以可行，是因为序对公理的原因。可以通过数学归纳法做出对所有有限集合的形式证明。

## 例子
对于特定的无限集合{\displaystyle X}，也可以避免使用选择公理。例如，假设{\displaystyle X}的元素是自然数的集合。每个自然数的非空集合都有一个最小的自然數，所以只要简单的把每个集合映射到这个集合內最小的數字，就得到了選擇函數。这使得我们可以从每个集合明确地选择元素，以及写出一个明确的表达式，说明我们的选择函数如何取值。在能夠指定一個明确选择方式的时候，选择公理都是没有必要的。
當缺乏从每个集合得到元素的直觀选择方式时，困难就出现了。如果不知道选择的方式，那要怎麼確認選擇函數的存在？例如，假设X是实数的所有非空子集的集合。第一個可能產生的思路是套用有限的情況去处理{\displaystyle X}。如果尝试从每个集合选择一个元素，那么，因为實數集合是无限不可數，所以选择的过程永远不会结束。也因為如此，永远不能構造出对{\displaystyle X}的成员的选择函数。所以这種方法不能奏效。第二個可能產生的思路是尝试給每个集合指定最小元素，但是很多实数的子集没有最小元素。例如，开区间{\displaystyle (0,1)}没有最小元素：如果{\displaystyle x}在{\displaystyle (0,1)}中，则{\displaystyle {\frac {x}{2}}}也在其中，而{\displaystyle {\frac {x}{2}}}总是严格的小于{\displaystyle x}。所以這種方法也不行。
我们之所以能够从自然数的非空子集选择最小元素，是因為自然数上有一個良序：所有自然数的非空子集都有一个唯一的最小元素。
因此，第三個思路，「即使实数的正常排序方式不是良序，是不是也能找到一个排序使得实数是良序的？」。如果真的有這種排序方式，那就能夠选择实数非空子集的最小元素，從而得到了選擇函數——然而问题就变成如何构造这样的排序。而事實上，“存在一个排序使得所有集合是良序的”等價於选择公理。
有必要用到选择公理的证明总是非构造性的，即使证明給出了一个对象，精确地说出那个对象卻是不可能的。如果不能写出选择函数的定义，那這個选择到底是什麼？这是一些数学家不喜欢选择公理的理由之一。例如，构造主义者论断说所有涉及存在性的证明都应当是完全明确的；构造任何存在的对象应当是可能的。他们拒绝选择公理，因为它断言了「不能具體描述的对象」存在。

## 构造性数学
像上面讨论的那样，在ZFC中，选择公理能为一个不能明确构造出的对象给出“非构造性证明”来证明其存在性。然而，ZFC依然是在经典逻辑下被形式化的。在构造性数学领域，选择公理仍被深入研究，而當中應用的是非古典逻辑。在构造性数学的不同版本中，选择公理的狀況也有所差別。
在直觉类型论和高阶的Heyting算术中，选择公理的適當陳述（按照推導方式）可以是作為一个公理，又或者作為一个可证明的定理。埃里特‧畢夏普认为选择公理可被視作是構造性的：
|  | 在构造性数学中选择函数是存在的，因为存在的涵义蘊涵了选择。 |

但在構造性集合論中，迪亚科内斯库定理表明选择公理蘊涵了排中律（在直觉类型论中，选择公理不蘊涵排中律）。因此选择公理在構造性集合論中並非普遍被接受。在类型论中的选择公理与在構造性集合論中的选择公理的区别是，前者不具有外延性而后者具有。
一些構造性集合論的结果用到了可数选择公理或依賴選擇公理，这兩個公理在構造性集合論內並不蘊涵排中律。尽管可数选择公理在构造性數學中的应用特別广泛，它的使用也受到質疑。

## 强形式公理
可构造性公理与连续统假设都蘊涵了选择公理，更準確地說，兩者都嚴格強於选择公理。在类理论中，如冯诺伊曼-博内斯-哥德尔集合论和Morse–Kelley集合论，存在一个叫全局选择公理的公理，它比选择公理要强，因其同时也适用于真类。全局选择公理可由大小限制公理推出。

## 结论
哥德尔证明了选择公理與ZF的相对协调性。保罗·寇恩用力迫法证明了选择公理独立於ZF。

### 引用
1. ↑  Zermelo 1904.

(S_{i}) 是一个以实数集R为指标集的集族；也就是说，对每一个实数i，均存在一个集合 S_{i}，如图所示。每一个集合包含至少一个（可能是无限个）元素。选择公理可以断言，我们可以从每一个集合中选择一个元素，组成一个在R上的索引族(x_{i})，这里x_{i}∈S_{i}，i∈R。一般情况下，指标集可以是任意集合I，而不仅仅是R。

2. ↑  Jech, 1977, p. 348ff; Martin-Löf 2008, p. 210. According to Mendelson 1964，第201頁: The status of the Axiom of Choice has become less controversial in recent years. To most mathematicians it seems quite plausible and it has so many important applications in practically all branches of mathematics that not to accept it would seem to be a wilful hobbling of the practicing mathematician.
3. ↑  Patrick Suppes, "Axiomatic Set Theory", Dover, 1972 (1960), ISBN 978-0-486-61630-8, pp 240
4. ↑  Per Martin-Löf, Intuitionistic type theory （页面存档备份，存于）, 1980. 
Anne Sjerp Troelstra, Metamathematical investigation of intuitionistic arithmetic and analysis, Springer, 1973.
5. ↑  Errett Bishop and Douglas S. Bridges, Constructive analysis, Springer-Verlag, 1985.
6. ↑  Per Martin-Löf, "100 Years of Zermelo’s Axiom of Choice: What was the Problem with It?", The Computer Journal (2006) 49 (3): 345-350. doi: 10.1093/comjnl/bxh162
7. ↑  Fred Richman, “Constructive mathematics without choice”, in: Reuniting the Antipodes—Constructive and Nonstandard Views of the Continuum (P. Schuster et al., eds), Synthèse Library 306, 199–205, Kluwer Academic Publishers, Amsterdam, 2001.
8. ↑  Devlin, Keith. . Springer-Verlag. 1984. ISBN 3-540-13258-9.